# マイク・サマービー
マイク・サマービー （Mike Summerbee OBE, 1942年12月15日 - ）は、イングランド・プレストン出身の元サッカー選手。現役時代のポジションはミッドフィールダー、フォワード。

## クラブ経歴
ランカシャーのプレストンで生まれ 、グロスターシャーのチェルトナムで育ち、ノートンパークセカンダリモダンスクールに通った。そこでスポーツ教師のアーノルドウィルズに影響を受けた。サマービーと彼は2人とも少年時代にチェルトナムYMCAに所属していたが、その150周年記念式典にサマービーが名誉ゲストとして参加した際、ウィルズと50年越しの再開を果たした。  
1959年にスウィンドン・タウンで16歳のときにリーグデビューを果たした。 このウィルトシャーのクラブで200試合以上出場し、38ゴールを記録した。  
1965年、マンチェスター・シティの監督であるジョー・マーサーは、3万5000ポンドでサマービーを獲得した。 マンチェスター・シティでの最初のシーズンで、すべての試合に先発したが、これはそのシーズンのマンチェスター・シティの選手としては唯一であった。右ウイングのポジションでプレーしたサマービーは、マンチェスター・シティで最も影響力のある選手の1人となり、1968年から1970年までの3シーズンで4つのトロフィーを獲得した。 チームメイトから「ブザー」というニックネームをつけられていたが、チームメイトのフランシス・リーが「先に報復する」と表現したほどの激しい気質でも知られていた。 シティで400試合以上に出場した後、1975年6月にマンチェスター・シティを去り、2万5000ポンドでバーンリーに移籍した。 
1976年のクリスマスイブにブラックプールに移籍した。 この移籍はブラックプールの会長のアイデアであり、監督のアラン・ブラウンの考えではなかった。 サマービーは後にこの移籍をすべきではなかったと認めた。  ブラックプールでリーグ戦に3試合出場した。  
選手としてのキャリアをストックポート・カウンティで終えたが、1978-79シーズンは選手兼任監督でを務めた。1980年に、1試合のみ復帰し、FAカップでのモスリー対クルーアレクサンドラに出場した。 

## 代表経歴
1970年のワールドカップを含む5年間で、 イングランド代表として8試合でプレーした。 代表デビュー戦は1968年2月24日にハンプデンパークで行われたスコットランド戦であったが、134,000人の観客の前でUEFA欧州選手権1968への出場資格を獲得するのに貢献した。 

## 引退後
ピッチの外では、ジョージ・ベストとメンズウェアビジネスを共同所有していた時期を含め、成功、不成功にかかわらず多くのビジネスベンチャーに関与してきた。  現在は、マンチェスター・シティのクラブアンバサダーとなっている。 
シルヴェスター・スタローン、マイケル・ケイン 、ペレらとともに、映画「勝利への脱出」に出演した。 
サマービーの息子であるニッキーもプロサッカー選手であり 、父親と同じくスウィンドン・タウンとマンチェスター・シティの両方でプレーした。 彼の父であるジョージと叔父であるゴードンはどちらも下部リーグの選手であり、そのキャリアは戦争の勃発によって影響を受けた。 

## 個人成績

### 選手成績
出典：  
| クラブ                     | シーズン | リーグ戦      | リーグ戦 | リーグ戦 | FAカップ | FAカップ | その他 | その他 | 合計 | 合計   |
| クラブ                     | シーズン | リーグ        | 出場     | ゴール   | 出場     | ゴール   | 出場   | ゴール | 出場 | ゴール |
| -------------------------- | -------- | ------------- | -------- | -------- | -------- | -------- | ------ | ------ | ---- | ------ |
| スウィンドン・タウン       | 1959–60  | ディビジョン3 | 15       | 1        | 0        | 0        | 0      | 0      | 15   | 1      |
| スウィンドン・タウン       | 1960–61  | ディビジョン3 | 45       | 8        | 3        | 0        | 3      | 0      | 51   | 8      |
| スウィンドン・タウン       | 1961–62  | ディビジョン3 | 43       | 4        | 2        | 0        | 3      | 0      | 48   | 4      |
| スウィンドン・タウン       | 1962–63  | ディビジョン3 | 37       | 6        | 4        | 0        | 2      | 0      | 43   | 6      |
| スウィンドン・タウン       | 1963–64  | ディビジョン2 | 37       | 7        | 3        | 0        | 4      | 1      | 44   | 8      |
| スウィンドン・タウン       | 1964–65  | ディビジョン2 | 41       | 13       | 1        | 0        | 1      | 0      | 43   | 13     |
| スウィンドン・タウン       | 合計     | 合計          | 218      | 39       | 13       | 0        | 13     | 1      | 244  | 40     |
| マンチェスター・シティ     | 1965–66  | ディビジョン2 | 42       | 8        | 8        | 2        | 0      | 2      | 52   | 10     |
| マンチェスター・シティ     | 1966–67  | ディビジョン1 | 32       | 4        | 4        | 2        | 2      | 1      | 38   | 7      |
| マンチェスター・シティ     | 1967–68  | ディビジョン1 | 41       | 14       | 4        | 4        | 4      | 2      | 49   | 20     |
| マンチェスター・シティ     | 1968–69  | ディビジョン1 | 39       | 6        | 6        | 0        | 6      | 2      | 51   | 8      |
| マンチェスター・シティ     | 1969–70  | ディビジョン1 | 33       | 3        | 2        | 0        | 15     | 3      | 50   | 6      |
| マンチェスター・シティ     | 1970–71  | ディビジョン1 | 26       | 4        | 2        | 0        | 9      | 0      | 37   | 4      |
| マンチェスター・シティ     | 1971–72  | ディビジョン1 | 40       | 3        | 2        | 0        | 3      | 0      | 45   | 3      |
| マンチェスター・シティ     | 1972–73  | ディビジョン1 | 38       | 2        | 4        | 1        | 4      | 0      | 46   | 3      |
| マンチェスター・シティ     | 1973–74  | ディビジョン1 | 39       | 1        | 2        | 2        | 12     | 1      | 53   | 4      |
| マンチェスター・シティ     | 1974–75  | ディビジョン1 | 27       | 2        | 0        | 0        | 4      | 1      | 31   | 3      |
| マンチェスター・シティ     | 合計     | 合計          | 357      | 47       | 34       | 11       | 61     | 10     | 452  | 68     |
| バーンリー                 | 1975–76  | ディビジョン1 | 39       | 0        | 1        | 0        | 5      | 0      | 45   | 0      |
| バーンリー                 | 1976–77  | ディビジョン2 | 12       | 0        | 0        | 0        | 4      | 0      | 16   | 0      |
| バーンリー                 | 合計     | 合計          | 51       | 0        | 1        | 0        | 9      | 0      | 61   | 0      |
| ブラックプール             | 1976–77  | ディビジョン2 | 3        | 0        | 0        | 0        | 0      | 0      | 3    | 0      |
| ストックポート・カウンティ | 1977–78  | ディビジョン4 | 42       | 4        | 3        | 1        | 2      | 0      | 47   | 5      |
| ストックポート・カウンティ | 1978–79  | ディビジョン4 | 33       | 1        | 3        | 0        | 3      | 0      | 39   | 1      |
| ストックポート・カウンティ | 1979–80  | ディビジョン4 | 12       | 1        | 0        | 0        | 3      | 0      | 15   | 1      |
| ストックポート・カウンティ | 合計     | 合計          | 87       | 6        | 6        | 1        | 8      | 0      | 101  | 7      |
| 合計                       | 合計     | 合計          | 716      | 92       | 54       | 12       | 91     | 11     | 861  | 115    |

| イングランド代表 | イングランド代表 | イングランド代表 |
| 年               | 出場             | ゴール           |
| ---------------- | ---------------- | ---------------- |
| 1968             | ３               | 0                |
| 1969             | 0                | 0                |
| 1970             | 0                | 0                |
| 1971             | 1                | 1                |
| 1972             | ３               | 0                |
| 1973             | 1                | 0                |
| 合計             | 8                | 1                |

### 監督成績
出典：  
| クラブ                   | 就任         | 退任           | 記録 | 記録 | 記録 | 記録 | 記録 |
| クラブ                   | 就任         | 退任           | 試   | 勝   | 分   | 敗   | 勝率 |
| ------------------------ | ------------ | -------------- | ---- | ---- | ---- | ---- | ---- |
| ストックポートカウンティ | 1978年3月1日 | 1979年10月17日 | 83   | 24   | 19   | 40   | 28.9 |
| 通算                     | 通算         | 通算           | 83   | 24   | 19   | 40   | 28.9 |

## タイトル

### クラブ
マンチェスター・シティFC
- セカンドディビジョン : 1965–66
- ファーストディビジョン : 1967–68
- FAカップ : 1969
- リーグカップ優勝 : 1970
- UEFAカップウィナーズカップ優勝 : 1970
- FAチャリティーシールド : 1968, 1972

### 個人
- スウィンドン・タウン シーズン最優秀選手： 1964–65
- マンチェスターシティFC 年間最優秀選手： 1972, 1973
- マンチェスターシティFC 殿堂入り：2004年